# محمد کافی
محمد کافی اهل شهر «سه قلعه» خراسان جنوبی و استاد دانشگاه ایرانی است که از سال ۱۳۹۲ تا ۱۴۰۰ ریاست دانشگاه فردوسی را بر عهده داشت.

## زندگی شخصی
محمد کافی در سال ۱۳۳۶ در روستای سه‌قلعهٔ شهرستان سرایان  استان خراسان جنوبی متولد شد. پس از پایان مقاطع تحصیلی ابتدایی و متوسطه در روستای سه‌قلعهٔ بخش سرایان، مقاطع کارشناسی و کارشناسی ارشد را در رشته زراعت و اصلاح نباتات در دانشگاه فردوسی مشهد گذراند و هم‌زمان در فعالیت‌های اجتماعی و انقلابی نیز شرکت فعال داشت.
دوران تحصیلات آکادمیک او همزمان با شروع انقلاب و جنگ تحمیلی و همچنین فعالیت‌های مختلف سازندگیِ روستاها بود. بر این اساس در کنار فعالیت‌های علمی و پژوهشی به فعالیت در نهادهای انقلابی نیز پرداخت که جدولِ زیر به‌طور خلاصه، فعالیت‌های او در نهادهای انقلابی را نشان می‌دهد.
- مسئول هیئت واگذاری زمین شهرستان فردوس (۱۳۶۱–۱۳۵۹)
- مسئول واحد زراعت و جانشین مسئول کمیته کشاورزی جهاد سازندگی استان خراسان (۱۳۶۳–۱۳۶۵)
- طراح پروژه کشاورزی سدهای مخزنیِ جهاد سازندگی خراسان ـ مشهد (۱۳۶۶–۱۳۶۵)
- مسئول گروه زراعت مرکز آموزش عالی هاشمی‌نژاد در جهاد سازندگی خراسان (۱۳۶۹–۱۳۶۷)

او به صورت داوطلبانه ۱۱ ماه در جبهه‌های جنگ ایران و عراق حضور یافت که در بار اول در خط اول به عنوان بیسیم‌چیِ سردار شهید بروجردی در سال ۱۳۶۱ و در بار دوم به عنوان فرمانده گروهان مهندسی آب در جزایر مجنون در سال ۱۳۶۶ فعالیت کرده است.

## تحصیلات
او به عنوان دانشجوی ممتاز در دوره دانشجویی بلافاصله پس از دانش‌آموختگی در مقطع کارشناسی ارشد در سال ۱۳۶۹ به عضویت هیئت علمی دانشگاه فردوسی درآمد. پس از حدود سه سال تدریس و پس از موفقیت در امتحان اعزام در سال ۱۳۷۲ برای ادامه تحصیل در مقطع دکتری به دانشگاه نیوکاسل انگلستان اعزام شد. در خارج از کشور نیز در رشته فیزیولوژی گیاهان زراعی با تأکید بر تنش‌های محیطی در گیاهان ادامه تحصیل داده و موفق به کسب رتبه ممتاز در بین دانشجویان خارجی شاغل به تحصیل در دانشگاه نیوکاسل شد که به این ترتیب، جایزه بورس ORSA (overseas research student award) را از سوی ملکه انگلیس دریافت کرد.
در مدت حضور در انگلستان علاوه بر عضویت در شورای انجمن اسلامی دانشجویان از طرف سرپرستِ وقتِ دانشجویان ایرانی خارج از کشورِ وزارت علوم جمهوری اسلامی ایران به عنوان مسئول فعالیت‌های فوق برنامه دانشجویان کشاورزیِ شاغل به تحصیل در بریتانیا انتخاب شد و چندین نشست علمی سراسری برای دانشجویان تدارک دید. کافی ۱۰ سال پس از اخذ مدرک دکتری در سال ۱۳۷۵ به رتبه استادی در سال ۱۳۸۵ دست یافت.

## مسئولیت‌های اجرایی
او در دوران اشتغال خود به عنوان عضو هیئت علمی، مسئولیت اجرایی مهمی نیز در دانشگاه و وزارت علوم، تحقیقات و فناوری بر عهده داشته که مهم‌ترین آنها در زیر لیست شده است:
- مسئول دفتر نظارت و ارزیابی آموزشی دانشگاه فردوسی مشهد (۱۳۷۲–۱۳۷۰)
- نماینده وزیر علوم، تحقیقات و فناوری در سازمان نظام مهندسی کشاورزی خراسان (۱۳۸۲–۱۳۸۰)
- معاون دانشجویی و فرهنگی دانشگاه فردوسی مشهد (۱۳۸۱–۱۳۷۷)
- رایزن علمی و سرپرست دانشجویان ایرانی در هند و کشورهای شبه قاره از سال ۱۳۸۲ تا ۱۳۸۵[۳]
- مدیر گروه زراعت و اصلاح نباتات دانشکده کشاورزی دانشگاه فردوسی (۱۳۸۷–۱۳۸۹)
- رئیس دانشگاه فردوسی مشهد در دو دوره چهار ساله (۱۳۹۲–۱۴۰۰)[۴]
- نماینده تام‌الاختیار وزارت علوم در شرق کشور
- همچنین در طی مسئولیت به عنوان رایزن علمی در هند و کشورهای شبه قاره، وضعیت دانشگاه‌های مورد تأیید وزارت علوم و همچنین دانشجویان شاغل به تحصیل در هندوستان را ساماندهی کرد. ضمناً در این دوره، نشان آموزش عالی و توسعه سال ۲۰۰۴ میلادی توسط انجمن بین‌المللی آموزش برای صلح جهانی را دریافت کرد.[۵]

- در دوره ریاست او در دانشگاه فردوسی مشهد، این دانشگاه توانست در سال ۱۳۹۴ رتبه اول را در زمینه تعاملات علمی، پژوهشی و فناوری بین‌المللی کسب کرد.[۶]

## فعالیت‌های پژوهشی و آموزشی
تا کنون بیش از ۲۲ عنوان کتاب به زبان فارسی و انگلیسی توسط وی منتشر شده است که تعدادی از آنها بیش از ۱۵ بار تجدید چاپ شده و در جشنواره‌های مختلف مقام کسب کرده‌اند. وی در سال‌های ۱۳۸۰ و ۱۳۹۲ به عنوان استاد نمونه آموزشی دانشکده کشاورزی دانشگاه فردوسی برگزیده شد. تعداد مقالات علمی-پژوهشی کافی بیش از ۱۰۰ عنوان بوده و تا کنون راهنمایی پایان‌نامه تحصیلی حدود ۲۰ دانشجوی دکتری و ۳۰ دانشجوی کارشناسی ارشد را بر عهده داشته است. در سال ۱۳۹۲ نیز از طرف پایگاه استنادی علوم جهان اسلام به عنوان یکی از ۲۰ دانشمند برتر رشته‌های علوم کشاورزی جهان اسلام که بیشترین تولیدات علمی را داشته‌اند معرفی شد.
در حال حاضر علاوه بر انجام وظایف آموزشی و پژوهشی، سردبیر نشریه علمی پژوهشی تنش‌های محیطی در علوم کشاورزی، مدیر مسئول نشریه علمی پژوهشی پژوهش‌های حبوبات ایران، عضو انجمن علمی فیزیولوژی گیاهی ایران و عضو هیئت تحریریه ۴ نشریه علمی پژوهشی داخلی و یک نشریه خارج از کشور است.

## سوابق علمی
برخی از سوابق علمی محمد کافی عبارتند از:
- مدیر مسئول دو فصلنامه پژوهش‌های حبوبات ایران[۱۰]
- سردبیر فصلنامه تنش‌های محیطی در علوم زراعی[۱۱]
- عضو هیئت تحریریه فصلنامه پژوهش‌های زراعی ایران[۱۲]